# Hong Cshol
Hong Cshol (hangul: 홍철, handzsa: 洪喆, RR: Hong Chul; Hvaszongszi, 1990. szeptember 17. –) dél-koreai válogatott labdarúgó, jelenleg a Szuvon Samsung Bluewings (Suwon Samsung Bluewings) játékosa.

## Pályafutása

### Klubcsapatban
2010-ben a Szongnam csapatában debütált, majd 2013-tól a Szuvon együttesének a tagja.

### A válogatottban
A Kínában megrendezett 2015-ös kelet-ázsiai labdarúgó-bajnokságon részt vevő győztes válogatottnak a tagja volt. 2018 májusában bekerült a 2018-as labdarúgó-világbajnokságra készülő bő keretbe. Június 2-án a végleges keretbe is bekerült.

## Sikerei, díjai

### Klub
- Szongnam (Seongnam) FC
  - Dél-Koreai kupa: 2011
  - AFC-bajnokok ligája: 2010

- Szuvon Samsung Bluewings (Suwon Samsung Bluewings)
  - Dél-Koreai kupa: 2016

### Válogatott
- Dél-Korea
  - Kelet-ázsiai labdarúgó-bajnokság:2015

## Külső hivatkozások
- Hong Cshol profilja a Transfermarkt oldalán (angolul)
- Hong Cshol adatlapja a Soccerway oldalon (angolul)